# Bugulina turbinata
Bugulina turbinata is een mosdiertjessoort uit de familie van de Bugulidae. De wetenschappelijke naam van de soort is, als Bugula turbinata, voor het eerst geldig gepubliceerd in 1857 door Alder.